# Günther Angern
Günther Angern nasceu em Kolberg (Pomerânia) em 5 de Março de 1893, cometeu suicídio no Bolsão de Stalingrado em 2 de Fevereiro de 1943.

## Biografia
Foi um oficial cadete em 1912, Promovido a Oberleutnant no final da Primeira Guerra Mundial, ele serviu em varias unidades de cavalaria no período de entre guerras, subindo para a patente de Oberst em 1 de Março de 1938. Foi promovido a Generalmajor em 1 de Setembro de 1941, se tornou em Generalleutnant em 21 de Janeiro de 1943.
Durante a sua participação na guerra, ele comandou a 3. Schützen Brigade (10 de Novembro de 1938) após a 11. Schützen Brigade (4 de Dezembro de 1939). Foi posto na reserva do OKH em 5 de Julho de 1941 e assumiu o comando da 11ª Divisão Panzer em 15 de Agosto de 1941. Após foi novamente posto na reserva em (8 de Setembro de 1941), se tornando comandante oficial da 16ª Divisão Panzer em 28 de Setembro de 1942.
Permaneceu no comando desta unidade até cometer suicídio no Bolsão de Stalingrado em 2 de Fevereiro de 1943.

## Condecorações
Foi condecorado com a Cruz de Cavaleiro da Cruz de Ferro (5 de Agosto de 1940) e a Cruz Germânica em Ouro (8 de Março de 1942).